# 반과학
반과학(反科學, antiscience, 안티사이언스)이란 과학과 과학적 방법을 거부하는 입장을 말한다. 반과학의 입장을 취하는 사람들은 과학이 객관적 방법이거나 보편적인 지식이라는 데에 동의하지 않는다. 이들은 또한 특히 과학적 환원주의가 우리가 살고있는 복잡한 세상을 이해하기 위한 본질적으로 제한된 수단이라고 주장한다. 하지만 이와 같은 주장들의 타당성은 전혀 존재하지 않으며, 과학이 항상 환원주의를 표방하지 않는다는 점에서 상당히 위험한 생각으로 분류된다. 간혹 과학을 자칭하나 과학적 방법을 사용하지 않는 유사과학을 포함하기도 하며, 정치 극단주의와 연관되기도 한다.

## 역사
과학혁명 초기 로버트 보일(1627-1691) 같은 과학자들은 과학이 세계에 대한 진정한 지식을 얻기에 충분한 방법인지에 대해 회의적이었던 토머스 홉스(1588-1679) 같은 과학자와 대립하고 있었다.
홉스의 입장은 때때로 반과학 입장으로 여겨지곤 한다:

'수학 교수님들께 드리는 6가지 수업'에서...[1656년에 출판된 홉스의 저서]는 '입증할 수 있는' 분야와 '입증할 수 없는' 분야를 '예술가 자신의 힘으로 입증할 수 있는 구조의 주제'와 '그 원인이 찾는 곳에 있는 주제'로 구별했다. 우리는 우리가 만든 것들의 원인에 대해서만 알 수 있다. 그래서 기하학은 증명할 수 있다. 왜냐하면 '우리가 추론하는 선과 형상은 우리 자신에 의해 그려지고 묘사되기 때문이다.' 그리고 '시민 철학은 우리가 스스로 연방을 만들기 때문에 입증할 수 있다.' 그러나 우리는 자연계에 대해서 추측 만을 한다. 왜냐하면 '우리는 그 구성을 알지 못하지만, 그 영향으로부터 그것을 찾기 때문이다.'

그의 저서 '감소주의: "Analysis and Fullness of Reality"에서, 리차드 H. 존스는 홉스가 "인간 행동에서 비이성적인 것의 중요성에 대한 생각을 제시한다"고 썼다. 존스는 빌헬름 딜타이(1833~1911), 카를 마르크스(1818~1883), 제레미 벤담(1748~1832), 존 스튜어트 밀(1806~1873)을 포함한 "반환원론자"와 "이기주의자"로 홉스를 분류하고 나중에 여기에 칼 포퍼(1902~1994)를 추가했다.
장 자크 루소는 그의 예술과 과학에 관한 담론(1750)에서 과학은 부도덕을 초래할 수 있다고 주장했다. 루소는 "과학과 예술의 진보가 덕행과 도덕의 부패를 초래했다"고 주장하며,"과학의 비평은 과학 진보에 대한 우리의 정치적 헌신에 관련된 위험과 인류의 미래 행복이 확보될 수 있는 방법에 대해 우리에게 많은 것을 가르쳐 준다."고 말한다.그럼에도 불구하고, 루소는 그의 강의에서 과학이 반드시 나쁘다고 말하지 않고, 르네 데카르트, 프랜시스 베이컨, 아이작 뉴턴과 같은 인물들은 높이 평가되어야 한다고 말한다. [담론]의 결론에서, 그는 이러한 것들이 (앞서 언급한) 과학을 크게 이롭게 할 수 있고, 도덕의 부패는 대부분 과학자들에게 끼친 사회의 나쁜 영향 때문이라고 말한다.
윌리엄 블레이크(1757–1827)는 그의 그림과 저술에서 아이작 뉴턴(1642–1727)의 작업에 대해 강하게 반응했으며, 아마도 가장 초기 그리고 거의 확실하게 가장 역사가들이 미학적 또는 낭만주의 반 과학 반응으로 보는 것의 저명하고 지속적인 예시이다. 예를 들어, 그의 1795년 시 "Auguries of Innocence"에서 Blake는 뉴턴 수학 및 과학의 유물론적 틀로 해석 할 수 있는 것에 의해 갇힌 아름답고 자연스러움의 울새의 붉은 가슴을 묘사한다. 블레이크의 뉴턴 그림은 과학자를 "지상에 그려진 무균 기하학적 다이어그램에만 시선이 집중된 잘못된 영웅"으로 묘사한다. 블레이크는 "이성에 중점을 둔 뉴턴, 베이컨, 로크는 '무신론의 위대한 세 교사 또는 사탄의 교리'에 지나지 않는다"고 생각했다. 그림은 왼쪽의 풍성함과 색에서 불임과 검은 색으로 발전한다. 블레이크의 관점에서 뉴턴은 빛이 아니라 밤을 제공한다." 1940년 시에서, W.H. Auden은 블레이크의 반 과학적 견해를 "뉴턴 우주와의 관계를, 저주로 끊었다"고 요약한다.
뉴턴의 한 최근 전기 작가는 볼테르(1694년–1778년)와 다른 일루미니스트 뉴턴주의자들이 대중화한 것처럼, 그를 과학적 일루미니즘의 진정한 대표자라기보다는 르네상스 연금술사, 자연철학자, 마술사에 가깝게 생각한다.
반과학 문제는 연금술에서 분명히 드러나는 것과 같은 "전-과학"이나 "프로토사이언스"에서 오는 역사적 전환의 근본적인 고려사항으로 간주되고 있다. 기하학이나 천문학 같은 과학적인 방법의 광범위한 채택과 수용을 앞서 한 많은 학문은 반과학으로 보이지 않는다. 그러나, 과학적 접근법 (갈릴레오의 발견에 의해 거부된 정통파와 같은) 이전의 학문 분야들 중 일부는 반과학적인 입장의 산물로 간주되고 있다.
즐거운 지식(1882)의 프리드리히 니체는 과학적 독단주의에 의문을 제기한다:
"과학에서 '신념'은 타당한 이유와 같이 시민권을 가질 권리가 없다. 그들이 가설의 겸손, 잠정적인 실험의 관점, 규제 소설의 겸손으로 내려갈 때에만, 그들은 항상 경찰의 감독하에, 불신하는 경찰 하에 머물러 있다는 제한을 받으면서도, 지식의 영역 내에서 어떤 가치를 인정받을 수 있다. 그러나 이것이 더 정확하게 고려된다면, 확신은 확신이 없을 때에만 과학에 들어갈 수 있다는 것을 의미하는 것은 아닐까? 과학 정신의 훈련은 더 이상 스스로에게 어떤 확신도 허용하지 않는 것으로 시작하지 않을까? 아마도 그런 것 같다. 그러나 이 훈련이 시작되기 위해서는 이미 유죄판결이 내려졌어야 하고, 심지어 그 자신을 위해 다른 모든 유죄판결을 희생시킨 위압적이고 무조건적인 유죄판결이 존재했어야 하는 경우가 아닌지는 여전히 물어야 한다. 과학 역시 믿음에 의존하고 있다는 것은 분명하다; '전제가 없는 과학'은 없다. 진리가 필요한가 하는 문제는 미리 확증했을 뿐만 아니라 '진리보다 더 필요한 것은 없고, 그것과 관련해서 다른 것은 모두 이류적 가치밖에 없다'는 원칙, 신앙, 신념이 표현될 정도로 확증됐을 것이다.
과학학에서 유래된 "과학주의"라는 용어는 사회학자와 과학철학자들이 채택하여 표면적으로 과학적인 개념을 전통적인 학문을 넘어 적용하려는 강력한 지지자들의 견해, 신념, 행동을 묘사하기 위해 사용한다. 특히, 과학은 과학을 규범적, 인식론적 가치를 결정하는 최선의 또는 유일한 객관적 수단으로서 장려한다. 과학이라는 용어는 일반적으로 비판적으로 사용되며, 과학적 방법이나 유사한 과학적 표준의 적용에 적합하지 않다고 간주되는 부당한 상황에서 과학의 외관적 적용을 암시한다. 이 단어는 종교와 비슷한 방식으로 과학을 다루는 것처럼 보이는 사람들에게 적용되는 경멸적인 의미로 흔히 사용된다. 환원주의라는 용어는 때때로 유사한 경멸적인 방식으로 사용된다. 그러나 일부 과학자들은 환원주의에는 개념적이고 철학적인 단점이 있을 수 있다는 데 동의하면서 환원주의자로 분류되는 것을 편안하게 느낀다.
그러나 과학에 대한 비환원주의(창발론) 견해는 통계 물리학, 혼돈 이론, 복잡계, 사이버네틱스, 체계 이론, 시스템 생물학, 생태학, 정보이론 등과 같은 여러 과학 분야에서  공식화되었다.그러한 분야는 단위들 간의 강력한 상호작용이 환원주의만으로 설명할 수 없는 "더 높은" 수준의 새로운 현상을 발생시킨다고 가정하는 경향이 있다.
예를 들어, 양자역학을 사용하여 체스 게임이나 유전자 네트워크를 설명하는 것은 가치 있는(또는 현재 가능한) 것이 아니다. 과학에 대한 새로운 시각("More is Different")은 1977년 노벨 물리학자인 필립 워런 앤더슨은 방법론적 개인주의를 거부하는 경향이 있는 유럽 사회과학(뒤르켐, 마르크스)에 의해 방법론에 영감을 받았다.

## 정치
ELyse Revise와 Darin Barney는 반과학이 서술적인 라벨이 될 수 있지만, 종종 수사적인 라벨로 사용되며, 그들의 정적의 신용을 떨어뜨리는 데 효과적으로 사용되고 있기 때문에 반과학의 혐의가 반드시 보장되는 것은 아니라고 주장한다.

### 좌익
반과학의 또다른 표현은 "보편성(절대주의)을 부정하고 대안 체계를 정당화"하는 것이며, 과학적 발견의 결과는 반드시 어떤 근본적인 현실을 나타내는 것이 아니라 그저 그 사회에서 지배적인 집단의 이념을 반영할 수 있다는 주장이다. 이러한 관점에서, 일부 좌파는 과학이 정치적 우파와 연관되어 있으며, 보수적이고 순응적이며, 혁신을 억압하고, 변화에 저항하며, 독재적으로 행동하는 신념 체계라고 주장한다. 예를 들어 "과학은 부르주아적이고 유럽중심주의적이고 남성중심적인 세계관을 가지고 있다"는 관점을 포함한다.
주로 좌익 정치와 연관된 반핵 운동은 원자력 발전의 부정적인 영향을 과장하고 핵 에너지를 통해 막을 수 있는 비원자력의 환경 비용을 과소평가했다는 비판을 받아왔다.
생물학과 사회과학에 걸친 사회생물학, 진화심리학, 및 집단유전학 등의 많은 과학 분야도 유사하게 좌파의 저항을 경험했다. 이는 과학을 과학적 인종주의와 신식민주의와 연관짓는 인식에 기인한다. 스티븐 제이 굴드와 같은 이 분야의 많은 비평가들은 강한 정치적 편향성과 "군중 과학"에 대한 관여로 비난받았다.

### 우익
우익 정치에서 반과학 사상의 기원은 계몽주의에 대한 반동으로 나타난 낭만주의적 운동에서 찾을 수 있는데, 이러한 움직임을 특칭하여 '반계몽주의'라고 부르기도 한다. 낭만주의는 직관, 열정, 자연과의 유기적인 연결고리가 일차적인 가치이며 이성적인 사고는 인간의 삶의 산물에 불과하다고 강조한다. 한편 보수주의적 반과학 정치에는 현대적 사례가 많은데, 이 경우 주요 내용은 진화생물학 우주론, 역사 지질학, 고등학교에서 가르치고 있는 생명 연구의 기원, 지구 온난화 및 에너지 위기와 관련된 환경 문제에 반대하는 것이다.
우파와 관련된 반 과학에서는 과학자들이 믿는 바를 다르게 설명하기 위해 음모론에 호소함으로써 과학과 관련된 자신감이나 힘을 약화시키려는 시도가 돋보인다.
현대에는 우파 정치가 반과학적 편향성을 띠고 있다는 주장이 제기됐다. 일부는 이것이 우익과 관련 사상에 내재적인 것이라고 주장하지만, 다른 일부는 이것을 두고 과학적 발견이 좌파보다 우파의 세계관에 도전하는 것처럼 보이는 역사적, 정치적 상황 속에 일어난 "일시적 현상"이라고 주장한다.

### 종교
이런 맥락에서, 반과학은 종교적, 도덕적, 문화적 주장에 의한 것으로 여겨질 수 있다. 이런 종류의 종교 반과학 철학에 있어서, 과학은 '이성과 세계시민주의에 기여하는 전통적인 가치와 민족 정체성, 축적된 역사적 지혜'를 훼손하는 반정신적이고 물질주의적인 힘이다. 특히 강조된 전통과 민족적 가치는 백인우월주의 기독교 정체성 신학과 비슷하지만 이슬람, 유대교, 힌두교, 불교 등 급진적으로 보수적인 종파들이 비슷한 우파적 시각을 개발해 왔다. 뉴에이지 사상과 같은 새로운 종교운동은 또한 과학적 세계관을 환원주의, 무신론, 유물론을 선호하는 것으로 비판한다.
반과학 정서의 빈번한 근거는 문자 그대로의 신성한 텍스트를 해석하는 종교신론이다. 여기서, 신에게 영감을 받은 지식으로 여겨지는 것과 상충되는 과학 이론들은 결함이 있는 것으로 간주된다. 수세기에 걸쳐 종교 기관들은 경전의 다양한 구절들에 대한 지배적인 이해와 모순되기 때문에 태양중심설과 행성 운동과 같은 사상을 받아들이기를 주저해 왔다. 보다 최근에는 지적 설계의 목적론을 포함하여 집단적으로 창조론이라고 알려진 창조 이론의 본체가 종교 신자들에 의해 자연 선택에 의한 진화론에 대응하여 추진되고 있다.
반과학 정서를 극복하려는 시도가 실패했을 정도로 과학 옹호에는 다른 접근이 필요하다는 주장도 나온다. 그러한 접근법 중 하나는 과학을 부정하는 사람들에 대한 더 정확한 이해를 개발하고, 또한 종교적인 믿음을 가지고 있는 과학자들과 같이 문화적 가치를 공유하는 사람들을 통해 과학 아웃리치를 시도하는 것이 중요하다고 말한다.

## 영역
미국에는 무지에 대한 숭배가 있고, 항상 있어왔다. 반지성주의의 압박은 우리의 정치문화적 삶을 휘감고 있는 끊임없는 실타래였고, 그것은 민주주의가 '"'나의 무지가 당신의 지식만큼 훌륭하다'"'는 것을 의미한다는 잘못된 관념에 의해 길러졌다..
역사적으로, 반과학은 과학적 유물론에 대한 반작용으로 처음 생겨났다. 18세기 계몽주의는 "모든 과학의 통일체계의 이상"을 낳았으나, "이성과 과학의 제약, 하나의 모든 포용체제를 느끼는" 이 관념을 두려워하는 사람들이 있었다. 어떤 면에서는 그들의 상상력이나 느낌에 얽매여 세상을 보는 데 걸림돌이 되는, 어떤 면에서는 구속력이 있었다. 반과학은 "과학 모델 또는 패러다임"에 대한 거부이다. 그 강한 암시를 가지고, 단지 계량할 수 있는 것, 또는 어쨌든 측정할 수 있는 것만을 의미하고 있다. 진짜였어요" 이러한 의미에서, 그것은 "인간 지식의 전체 분야를 지배하기 위한 새로운 과학적 방법의 총체적 주장에 대한 비판적 공격"으로 구성된다. 그러나, 과학적 실증주의(논리적 실증주의)는 측정할 수 없는 현상의 현실을 부정하는 것이 아니라, 그러한 현상이 과학적 조사에 적합해서는 안 된다는 것이다. 더욱이, 실증주의는, 과학적 방법의 철학적인 기초로서, 과학계에서 널리 합의되었거나 심지어 지배적이지 않다.(과학철학 참조)
반과학의 세 가지 주요 분야는 철학, 사회학, 생태학에서 볼 수 있다. 다음 인용은 주제에 대한 이러한 측면을 탐구한다.

### 철학
과학에 대한 철학적 반대는 종종 환원주의의 역할에 대한 반대이다. 예를 들어, 심리학 분야에서는, "환원주의자와 반교육주의자들 모두... 비결정적 설명은 분자적 설명에서 개선, 수정 또는 근거가 될 수 없다." 더 나아가서, "인식론적 반환원주의는, 우리의 유한 한 정신 능력을 고려할 때, 많은 복잡한 현상의 궁극적 인 구성 요소를 지배하는 법칙을 알고 있더라도 궁극적인 물리적 설명을 파악할 수 없을 것이라고 주장한다." 어떤 사람들은 반과학을 "공통적인...학문적 환경에서... 많은 사람들은 과학, 과학만능주의, 사이비과학의 구별에 문제가 있어서 반과학이 초래된다고 본다. 어떤 사람들은 아무것도 확실히 알 수 없다고 주장한다.
많은 철학자들은 "환원주의가 세계를 이해하는 중심 전략이 되어야 하는지에 대해 의견이 분분하다"고 말한다. 그러나 많은 사람들은 "그래도 과학이 환원적인 물리적 특성 이외의 특성과 설명을 발견하기를 원하는 이유가 있다"고 동의한다. 그러한 문제는 "현실에 대한 절대적인 개념, 즉...와 같은 현실의 특징화가 없다는 반교육주의자들의 우려에서 비롯된다. 과학이 제공한다고 주장한다." 이것은 궁극적으로 현실을 알 수 없으며 모든 모델은 단지 불완전한 근사치라는 칸트적 관점에 가깝다.

### 사회학
사회학자 토마스 기린은 "반과학으로 보일 수 있는 몇몇 사회학자"를 말한다. 일부 "철학자 및 반과학 유형"은 "과학적인 지식의 신빙성을 위협하는 비현실적인 과학 이미지"를 제시했거나, "비과학적인 파괴를 너무 많이 한 것 같다"고 그는 주장한다.문제는 종종 과학자들이 "공산주의, 보편주의, 무관심, 독창성, 그리고..."의 표준 이상에 얼마나 부합하느냐에 달려 있다. 회의론" 불행히도, "과학자들이 항상 순응하는 것은 아니다... 과학자들은 애완동물의 이론에 열정을 쏟는다; 그들은 과학자의 업적을 판단하는 평판에 의존한다; 그들은 연구를 통해 명성을 추구한다. 따라서 업무에 내재된 편견을 보일 수 있다. "많은 과학자들은 전설처럼 합리적이고 논리적이지도 않으며, 어떤 사람들이 말하는 것처럼 비논리적이거나 비이성적이지도 않다."

### 생태 및 건강분야
생태계와 건강 영역 내에서 리처드 레빈스는 "과학과 반과학이 아닌 과학과 기술의 다른 경로, 상품화 된 영리과학과 인간적인 목표를 위한 온화한 과학, 작은 부분의 과학과 역동적인 도매과학 사이의 충돌을 발견한다"고 말했다. 그는 환경 문제를 이해하고 해결하기 위해 보다 전체적인, 통합된 접근 방식을 제안한다." 이러한 믿음은 또한 과학계에서 흔하며, 예를 들어, 과학자들은 오존 파괴와 온실 효과와 같은 환경 위험을 경고하는 환경 캠페인에 두드러진다. 또한 이 버전의 반과학은 환자와 실무자들이 과학을 거부하고 건강 문제에 대한 의사과학적인 접근법을 채택할 수 있는 의학 영역에서 발견되는 것과 거의 유사하다고 주장할 수 있다. 이는 실용적이면서도 개념적인 변화일 수 있으며 강력한 비판을 받고 있다. "안수에 기초한 치료 기술인 안마는 과학적인 타당성이 없음에도 불구하고 간호계에서 널리 받아들여지고 있다. 그 수용은 간호에 있어서 광범위한 반과학적인 경향을 나타낸다."
글레이저는 또한 치료사들과 환자들을 "간병의 생물학적 토대를 버리고 반과학적인 세계관을 위해 철학을 잘못 읽었다"고 비판한다. 대조적으로, 브라이언 마틴은 "[그들의] 기본적 접근은 건설주의자들이 긍정주의자가 아니라고 공격하는 것이다" 그리고 과학은 "보통 과학적 지식과 동일시되는 단일 개체로 제시된다"고 그로스(Gross)와 레빗(Levitt)을 비판했다. 그것은 중립적이고 객관적인 것으로 묘사된다. 둘째, 과학은 과학의 근본인 중립성과 객관성에 위협이 되는 이념가들로 구성된 '반과학'의 공격을 받고 있다고 주장한다. 셋째, '반과학'의 주장에 대한 선택적인 공격이 이루어진다. 그런 사람들은 "논리적으로 지지할 수 없고 경험적으로 의심스러운 도약인 과학에 대한 비판과 일상적으로 동일시한다"고 한다. "단일 '과학'과 단일 '학문의 좌파'라는 두 개의 인공 실체를 구성한 후, 각각 인식론적 본질로 전락한 그로스 및 Levitt는 공격을 계속한다. 그들은 과학 연구, 포스트모더니즘, 페미니즘, 환경주의, 에이즈 행동주의 등 여러 분야의 인물들을 골라 과학에 대한 비판을 한다.
영의 저술은 "반과학 운동과 대안 기술의 강점은 그들의 옹호자들이 유토피아적 비전을 계속 유지하면서도 그것의 구체적인 예를 만들어내려고 노력해왔다는 것이다"라는 반과학적인 견해를 보여주는 역할을 한다.과학을 형성하는 진정한 사회적, 이념적, 경제적 힘은...여러 방면에서 탄압의 지경에 반대해 왔다. 대부분의 과학자들은 그것을 싫어하고 그것을 '반과학'이라고 부른다. 그러나 연구 우선 순위, 기준, 목표를 형성하는 힘에 대해 과학을 자의식적으로, 그리고 바라건대 자기 비판적이고 책임감 있게 만들기 때문에 시급하다.
유전자 변형 식품도 반과학 정서를 불러 일으킨다. 이 두 가지가 불가분의 관계에 있다는 것을 보여주는 수많은 연구들이 있었기 때문에, 일반 대중들은 최근 부실한 식단의 위험성에 대해 더 잘 알고 있다. 반과학은 과학이 결코 완전하지 않고 항상 개정되기 때문에 신뢰할 수 없다고 지시하고 있으며, 이는 일반 대중이 그러한 식품이 안전하다는 과학적 확신에도 불구하고 유전자 변형 식품을 두려워하는 유력한 원인이 될 수 있다.
백신반대론자들은 그들의 주장 중 일부를 과학적인 것처럼 제시하는 데 모든 것에 의존하지만, 반과학의 변종이 그들의 접근법의 일부이다.

## 반과학미디어
주요 반과학 매체로는 포털 사이트 naturalnews.com, 글로벌 레볼루션 TV, TruthWiki.org, TheAntiMedia.org, 굿 고퍼가 있다. 웹여단 등 가짜뉴스를 지원하는 것으로 알려진 단체들이 SNS에서도 반과학적인 시각을 뒷받침하고 있다.

## 같이 보기
- 회의주의
- 반지성주의
- 유사과학
- 소칼 사건
- 테크노포비아